# Antoni Juroszek
Antoni Juroszek (ur. 9 stycznia 1913 w Istebnej, zm. 13 lipca 1989) – polski poeta ludowy. 
Pracował jako robotnik leśny, walczył w kampanii wrześniowej. Resztę wojny spędził w niemieckiej niewoli. W tym czasie zaczął pisać wiersze. Po 1945 roku powrócił do pracy przy wyrębie lasu. 
W 1953 roku debiutował jako poeta. Jego wiersze ukazały się m.in. w „Głosie Ziemi Cieszyńskiej”, „Panoramie”, „Chłopskiej Drodze” i „Trybunie Leśnika”.